# Hor Virap
Hor Virap (armenski. Խոր Վիրապ) - jedan je od najvećih i najpoznatijih samostana Armenske apostolske Crkve. 
Nalazi se na planini Ararat 8 km od Artašata, blizu granice s Turskom. Hor Virap je usko povezan s prihvaćanjem kršćanstva u Armeniji. Postao je veliko religiozno središte zahvaljujući sv. Grguru Prosvjetitelju, koji je u njemu bio utamničen 13 godina. Naime, poganski armenski kralj Tiridat III. Veliki zatvorio je sveca u Hor Virapu i ubrzo nakon toga počeo gubiti razum. Njegova sestra imala je snove u kojima joj anđeo govori da samo zatvorenik u Hor Virapu može izliječiti njenog brata. Poslije 13 godina, kralj je poslušao sestru i naredio da se sv. Grgur oslobodi. Kao što je san predvidio, svetac je izliječio kralja, a ovaj je kršćanstvo proglasio za glavnu državnu religiju.

## Galerija
- widths="170px"